# مدينة جناح
 مدينة جناح  مدينة عامرة تقع في بلدة جناح (بالفارسية: بخش جناح) من توابع مدينة بستك (بالفارسية: شهرستان بستک)، وهي من إحدى مدن محافظة هرمزغان التاسعة عشر، في جنوب إيران. تبعد عن مدينة بستك 30 كيلومتراً، وتقع في غرب ناحية كوخرد بمسافة 23 كيلومتراً، وتقع في جنوب غرب محافظة هرمزغان في إيران.
وهي واحدة من المدن القديمة كانت في الماضي مكان لاستراحة القوافل وتقع على الضفة الجنوبية لنهر مهران.

## حدود مدينة جناح
حدود مدينة جناح: من الشمال نهر مهران وصحراء خلوص، ومن الجنوب «خور جناح» و«جبل بُدُن» وسلسلة جبال الأبيض، ومن الغرب قرية كهتويه، ومن الشرق تنتهي بـناحية كوخرد في أقصى الشرق.

## السكان
يبلغ عدد سكان مدينة جناح حسب تعداد السكان لعام 2006 للميلاد، (5903) نسمه من أهل السنة والجماعة وعلى المذهب الشافعي يتحدثون الفارسيه بلهجه محليه وهي من اللهجات الفارسيه القديمة. جناح مدينة حديثة وبها المرافق العامة كالماء، والكهرباء، والهاتف والبريد، وكذلك بها المؤسسات الحكومية كالمدارس، والمستشفيات، والعيادات الخارجية والصيادلة، والبنوك والسدود وإلى آخره.
كما يوجد بمدينة جناح فرع لجامعة آزاد إسلامي أي (الجامعة الحرة الإسلامية)., وهي جامعة خاصة.
يعمل سكان جناح في البناء والتجارة ومع ربط جناح بالطريق الإقليمية أصبحت مركزا لتجاره الجملة

## خطوط الطول والعرض
تقع مدينة جناح في اسفل هضبة «خور جناح»، وتحد سلسلة جبال الأبيض هذه الهضبة من الخلف، وتقع امامها «سهل لاور تهرو»، وترتفع عن سطح البحر 290 متراً، ولها المختصات الجغرافية التالية 49 درجة و 25 دقيقة في الطول الشرقي، و 22 درجة و 12 دقيقة في العرض الشمالي. وتبعد عن مدينة بستك 30 كيلومتراً، وعن مدينة لار 140 كيلومتراً، وعن مدينة لنجة 145 كيلومتراً.

## وصلات خارجية
- التقسيمات الادارية لمحافظة هرمزغان
- التقسيمات الادارية لمحافظة هرمزغان (بلده كوخرد)